# Run Fatboy Run
Run Fatboy Run (Maratona do Amor no Brasil) é um filme britânico, filme de estreia como diretor de David Schwimmer, mais conhecido por ter sido um dos atores principais no seriado Friends. O filme foi lançado em 7 de setembro de 2007 no Reino Unido e em 16 de maio de 2008 no Brasil.

## Sinopse
Alguns anos após Dennis (Simon Pegg) ter deixado Elizabeth (Thandie Newton)no altar, sua noiva grávida, ele vê o erro que cometeu e decide conquista-lá de volta. Para seu azar Whit (Hank Azaria) começou a namorar Elizabeth. Para poder provar que ele ainda a ama que irá cuidar dela, Dennis resolve correr a maratona para a qual Whit está treinando.

## Elenco
| Ator              | Personagem         |
| ----------------- | ------------------ |
| Simon Pegg        | Denis Doyle        |
| Thandie Newton    | Elizabeth Odell    |
| Hank Azaria       | Whit               |
| Dylan Moran       | Gordon             |
| Harish Patel      | Sr. Goshdashtidar  |
| India de Beaufort | Maya Goshdashtidar |
| Matthew Fenton    | Jake               |
| Simon Day         | Vincent            |
| Ruth Sheen        | Claudine           |
| Tyrone Huggins    | Grover             |
| Nevan Finegan     | Steven spicer      |
| Iddo Goldberg     | Repórter           |

## Recepção
O filme recebeu críticas mistas. O site Rotten Tomatoes, agregador de críticas, reportou que 48% dos críticos deram ao filme uma resposta positiva, baseado em 142 críticas. O site Metacritic teve o mesmo resultado de 48% positivo, mas considerando apenas 27 críticas.

## Prêmios
British Independent Film Awards 2007
- David Schwimmer - nomeado ao Douglas Hickox Award

Empire Awards 2008
- Nomeado ao Empire Award por melhor comédia

Golden Trailer Awards 2008
- Nomeado ao Golden Trailer por melhor trailer de comédia romântica.